# Silent Hill: Origins
Silent Hill: Origins (w Japonii wydana jako Silent Hill Zero, znana też pod tytułem Silent Hill: Ørigins) – piąta część serii survival horrorów "Silent Hill", wydana przez Konami i stworzona przez studio Climax Group. Gra jest prequelem wydarzeń z części pierwszej i pozwala po raz kolejny spotkać bohaterów z niej znanych - Michaela Kaufmanna, Lisę Garland, Dahlię Gillespie oraz Alessę. Gra została stworzona z myślą o przenośnej konsoli PlayStation Portable oraz dodatkowo została przeniesiona na PlayStation 2. Wersja na PlayStation Portable została wydana we wszystkich trzech regionach: Japonii, Stanach Zjednoczonych oraz Europie, a wersja na PlayStation 2 tylko w Stanach Zjednoczonych i Europie.

## Fabuła
Głównym bohaterem jest dwudziestokilkuletni Travis Grady. Jako kierowca ciężarówki, Travis wyruszył na kolejny długi kurs tym razem do miasta Brahms. Po wielu godzinach prowadzenia ciężarówki, Travis czuje się zmęczony i postanawia skrócić sobie drogę przez Silent Hill. Mając przed sobą długą i prostą drogę, mężczyzna zamyślił się w swoich wspomnieniach z dzieciństwa, które ukazują czyjś pogrzeb. Nagle na sam środek ulicy, wbiegła tajemnicza postać w płaszczu. Travis gwałtownie zahamował ciężarówkę, po czym po wyjściu z niej rozpoczął poszukiwania zakapturzonej postaci. Nie spotyka na drodze nikogo prócz małej dziewczynki, która po chwili zaczyna uciekać. Ten pomimo zmęczenia, postanawia pobiec za nią, zupełnie zapomniawszy o swoim celu dojazdu do Brahms. Po kilku minutach biegu natrafia na płonący dom, z którego po kilku minutach ratuje na wpół spaloną postać. Od tego momentu, Travis zostaje wplątany w szereg dziwnych wydarzeń, spotka na swojej drodze ludzi zdających się coś ukrywać, a także będzie musiał stawić czoło przedziwnym potworom.

### Zakończenia
Origins oferuje dwa alternatywne zakończenia i jedno bonusowe UFO. Ich system zdobywania jest identyczny z Silent Hill 3: wiąże się tylko z ilością zabitych potworów. Gra przez pewien czas nie miała zakończenia kanonicznego do czasu wydania "Silent Hill: Homecoming" - pojawia się tam postać bardzo podobna do Travisa, a jego faktyczna tożsamość została później potwierdzona przez jednego z twórców.
Zakończenie UFO wiąże się ze znalezieniem specjalnego klucza i użyciem go na odpowiednich drzwiach na terenie Riverside Motel:
Good
Po finałowej walce Travis budzi się ze swojego snu i jest świadkiem, jak Flauros rozdziela duszę Alessy na dwie części. Niedługo potem wraca do swojej ciężarówki w celu kontynuowania podróży do Brahms. Wsiadając do wozu, widzi nieopodal Alessę z zawiniątkiem na rękach.
Bad
Po finałowej walce Travis budzi się ze swojego snu i jest świadkiem, jak Flauros rozdziela duszę Alessy na dwie części. Następna scena pokazuje protagonistę przywiązanego do szpitalnego łóżka. Zakończenie to sugeruje, jakoby to tajemniczy "The Butcher" był manifestacją jego osobowości.
UFO
Klucz, który znalazł Travis, nie pasuje. Mówiąc do księżyca, znienacka wita go dopiero co przybyły kosmita. Oznajmia on, że jego ciężarówka jest na ich planecie. Uradowany Travis odlatuje wraz z nimi.

## Soundtrack
Soundtrack "Silent Hill: Origins" (skomponowany przez Akirę Yamaokę) został wydany tylko i wyłącznie w Japonii, 25 stycznia 2008 roku, pod nazwą "Silent Hill Zero Original Soundtrack". Zawierał on 6-stronicowy komiks autorstwa Masahiro Ito. Na soundtracku znalazły się cztery utwory wokalne śpiewane przez Mary Elizabeth McGlynn - "Blow Back", "Shot Down In Flames", "O.R.T." i "Hole In The Sky".

## Oceny
Wersja gry na PSP została o wiele lepiej oceniona niż na PS2. Gra spotkała się z krytyką pewnych zabiegów i elementów rozgrywki, ale mimo wszystko została ciepło przyjęta i oceniona pozytywnie.
- Zbiór wszystkich ocen:
  - GameRankings - 78,9% (PSP), 72,5% (PS2)
  - Metacritic - 78/100 (PSP), 70/100 (PS2)
- Pojedyncze oceny:
  - GamePro - 4,5/5
  - GameSpot - 6,5/10
  - GameSpy - 4/5
  - IGN - 8,0
  - Play Magazine - 87/100

## Głosy
| AKTOR             | POSTAĆ                                    |
| ----------------- | ----------------------------------------- |
| Mikey O'Conner    | Travis Grady                              |
| John Chancer      | Dr. Michael Kaufmann Dr. Richard Grady    |
| Laurence Bouvard  | Dahlia Gillespie Helen Grady              |
| Jennifer Woodward | Lisa Garland Alessa Gillespie Jodie Mason |
| Ben Eli           | Młody Travis                              |